# Lista över Sveriges damlandskamper i volleyboll (2023)
Sveriges damlandslag i volleyboll deltog under 2023 i European Golden League (där de gick till final), FIVB Volleyball Challenger Cup  (där de gick till final) och EM  (där de åkte ur i åttondelsfinalen). Utöver matcherna i dessa turneringar spelade de även två träningslandskamper mot Ungern som uppvärmning inför Golden League. Truppen var totalt samlad i över 100 dagar.
Den avslutande gruppspelsmatch mot Belgien i Golden League marknadsfördes som "rekordmatchen", då trycket på biljettförsäljningen gjort att matchen flyttats från Lunds Idrottshall till Sparbanken Skåne Arena och att antalet åskådare förväntades slå rekord för damvolleyboll i Sverige., vilket också skedde.

## Bruttotrupp
Spelare med nummer, position samt klubblag då bruttotruppen togs ut i februari 2023.. Fetmarkerade spelare blev inkallade till samlingen inför European Golden League 2023 som hölls från 1 maj.

- 1 – Elsa Arrestad (center, Örebro Volley)
- 2 – Sofia Andersson (passare, Örebro Volley)
- 3 – Linda Andersson (center, VC Neuwied 77)
- 4 – Jonna Wasserfaller (center, Hylte/Halmstad VBK)
- 5 – Cecilia Malm (spiker, Engelholms VS)
- 6 – Ulrika Blomgren (spiker, Sollentuna VK)
- 7 – Sofie Sjöberg (libero, Örebro Volley)
- 9 – Rebecka Lazic (spiker, RC Cannes)
- 10 – Isabelle Haak (spiker, Imoco Volley)
- 11 – Alexandra Lazic (spiker, Wealth Planet Perugia Volley)
- 12 – Hilda Gustafsson (passare, CV Haris)
- 13 – Filippa Brink (libero, Engelholms VS)
- 14 – Hanna Hellvig (spiker, Schwarz-Weiss Erfurt)
- 16 – Vilma Julevik (passare, Genève Volley)
- 17 – Anna Haak (spiker, Volley Mulhouse Alsace
- 18 – Julia Nilsson (center, Engelholms VS)
- 19 – Klara Julevik (libero, Hylte/Halmstad VBK)
- 20 – Hedda Broberg (center, Örebro Volley)
- 21 – Elin Larsson (spiker, Portland Pilots)
- 22 – Martha Edlund (spiker, RIG Falköping)
- 23 – Kirsten van Leusen (center, Skurios Volley Borken)
- 24 – Maya Tabron (spiker, Colorado Buffaloes)
- 25 – Emmy Andersson (libero, Hylte/Halmstad VBK)
- 26 – Frida Kindbom (passare, Engelholms VS)
- 27 – Paulina Lindberg (spiker, Örebro Volley)
- 28 – Daniella Åström (spiker, Engelholms VS)

## Resultat[6]
| 20 maj – Träningsmatch Kungsgårdshallen, Ängelholm, Sverige                                 | Sverige                 | 3 - 2 | Ungern                  | 23-25, 25-23, 24-26, 25-20, 15-13 |
| 21 maj – Träningsmatch Kungsgårdshallen, Ängelholm, Sverige                                 | Sverige                 | 1 - 3 | Ungern                  | 20-25, 25-18, 23-25, 20-25        |
| 31 maj – European Golden League (gruppspel) Lunds Idrottshall, Lund, Sverige                | Sverige                 | 3 - 1 | Bosnien och Hercegovina | 25-22, 26-24, 22-25, 25-22        |
| 3 juni – European Golden League (gruppspel) Topsporthall, Beveren, Belgien                  | Belgien                 | 3 - 1 | Sverige                 | 25-22, 25-14, 20-25, 25-17        |
| 10 juni – European Golden League (gruppspel) Gradska Arena, Zenica, Bosnien och Herzegovina | Bosnien och Hercegovina | 2 - 3 | Sverige                 | 25-21, 25-17, 13-25, 16-25, 8-15  |
| 17 juni – European Golden League (gruppspel) Sparbanken Skåne Arena, Lund, Sverige          | Sverige                 | 3 - 1 | Belgien                 | 25-23, 26-28, 25-23, 25-15        |
| 25 juni – European Golden League (semifinal) Sparbanken Skåne Arena, Lund, Sverige          | Sverige                 | 3 - 2 | Belgien                 | 24-26, 25-16, 16-25, 25-17, 18-16 |
| 28 juni – European Golden League (semifinal) Roeselare, Belgien                             | Belgien                 | 0 - 3 | Sverige                 | 20-25, 26-28, 17-25               |
| 6 juli – European Golden League (final) Sala Polivalenta, Piatra-Neamt, Rumänien            | Ukraina                 | 3 - 0 | Sverige                 | 25-25, 25-20, 25-19               |
| 9 juli – European Golden League (final) Sparbanken Skåne Arena, Lund, Sverige               | Sverige                 | 0 - 3 | Ukraina                 | 17-25, 22-25, 30-32               |
| 28 juli – FIVB Volleyball Challenger Cup (kvartsfinal) Espace Mayenne, Laval, Frankrike     | Mexiko                  | 2 - 3 | Sverige                 | 25-20, 25-19, 20-25, 22-25, 5-15  |
| 29 juli – FIVB Volleyball Challenger Cup (semifinal) Espace Mayenne, Laval, Frankrike       | Colombia                | 1 - 3 | Sverige                 | 17-25, 17-25, 25-22, 17-25        |
| 30 juli – FIVB Volleyball Challenger Cup (final) Espace Mayenne, Laval, Frankrike           | Frankrike               | 3 - 1 | Sverige                 | 25-21, 25-16, 22-25, 25-15        |
| 18 augusti – EM (gruppspel) Castello Düsseldorf, Düsseldorf, Tyskland                       | Turkiet                 | 3 - 0 | Sverige                 | 25-22, 25-18, 25-13               |
| 19 augusti – EM (gruppspel) Castello Düsseldorf, Düsseldorf, Tyskland                       | Sverige                 | 1 - 3 | Grekland                | 23-25, 25-19, 25-27, 22-25        |
| 21 augusti – EM (gruppspel) Castello Düsseldorf, Düsseldorf, Tyskland                       | Tyskland                | 1 - 3 | Sverige                 | 25-13, 16-25, 18-25, 18-25        |
| 23 augusti – EM (gruppspel) Castello Düsseldorf, Düsseldorf, Tyskland                       | Sverige                 | 3 - 1 | Azerbajdzjan            | 25-17, 17-25, 25-21, 25-18        |
| 21 augusti – EM (gruppspel) Castello Düsseldorf, Düsseldorf, Tyskland                       | Tjeckien                | 3 - 0 | Sverige                 | 25-23, 25-20, 25-22               |
| 23 augusti – EM (gruppspel) Castello Düsseldorf, Düsseldorf, Tyskland                       | Serbien                 | 3 - 0 | Sverige                 | 25-17, 25-13, 25-16               |

## Tränarstab
Tränarstaben bestod av förbundskapten Lauri Hakala samt av Anders Håkansson (team manager), Jonas Svantesson, Jukka Lehtonen och David Ottosson (assisterande coacher), Laura Järvinen (fysioterapeut) och Sebastian Lilja (scout).